# کامپامنتو (انتیوکیا)
کامپامنتو (انگلیسی: Campamento, Antioquia) نام شهری در کشور کلمبیا است.